# Demolition Derby
Demolition Derby — аркадная компьютерная игра, выпущенная в 1984 году компанией Bally Midway. Игра выпускалась в двух версиях: вертикальная для двух игроков и горизонтальная для четырёх игроков.

## Игровой процесс
Игрок участвует в гонках на выживание. Уязвимой точкой машины является её радиатор. Машина взрывается, если ей нанести несколько ударов в передний конец. Время от времени на игровом поле появляются бонусы: гаечные ключи, отвёртки, ключи от машины.
В игре используется вид сверху. Управление осуществляется при помощи руля и рычага, которым выбирается направление движения (вперёд или назад).
Важным игровым приёмом является атака других машин при движении задним ходом, которая позволяет повреждать противников, не повреждаясь самому. Гаечные ключи и отвёртки позволяют починить машину.